# Mello (Lombardei)
Mello ist eine norditalienische Gemeinde (comune) mit 933 Einwohnern (Stand 31. Dezember 2023) in der Provinz Sondrio in der Lombardei.

## Geographie
Die Gemeinde liegt etwa 25 Kilometer westlich von Sondrio im Veltlin (ital. Valtellina). Die Nachbargemeinden sind Civo, Novate Mezzola und Traona.

## Sehenswürdigkeiten
- Pfarrkirche San Fedele, im Innenraum drei Gemälden und Fresken von Carlo Innocenzo Carloni aus Rovio und Quadraturen von Giuseppe Coduri genannt il Vignoli (1763).

## Bildergalerie

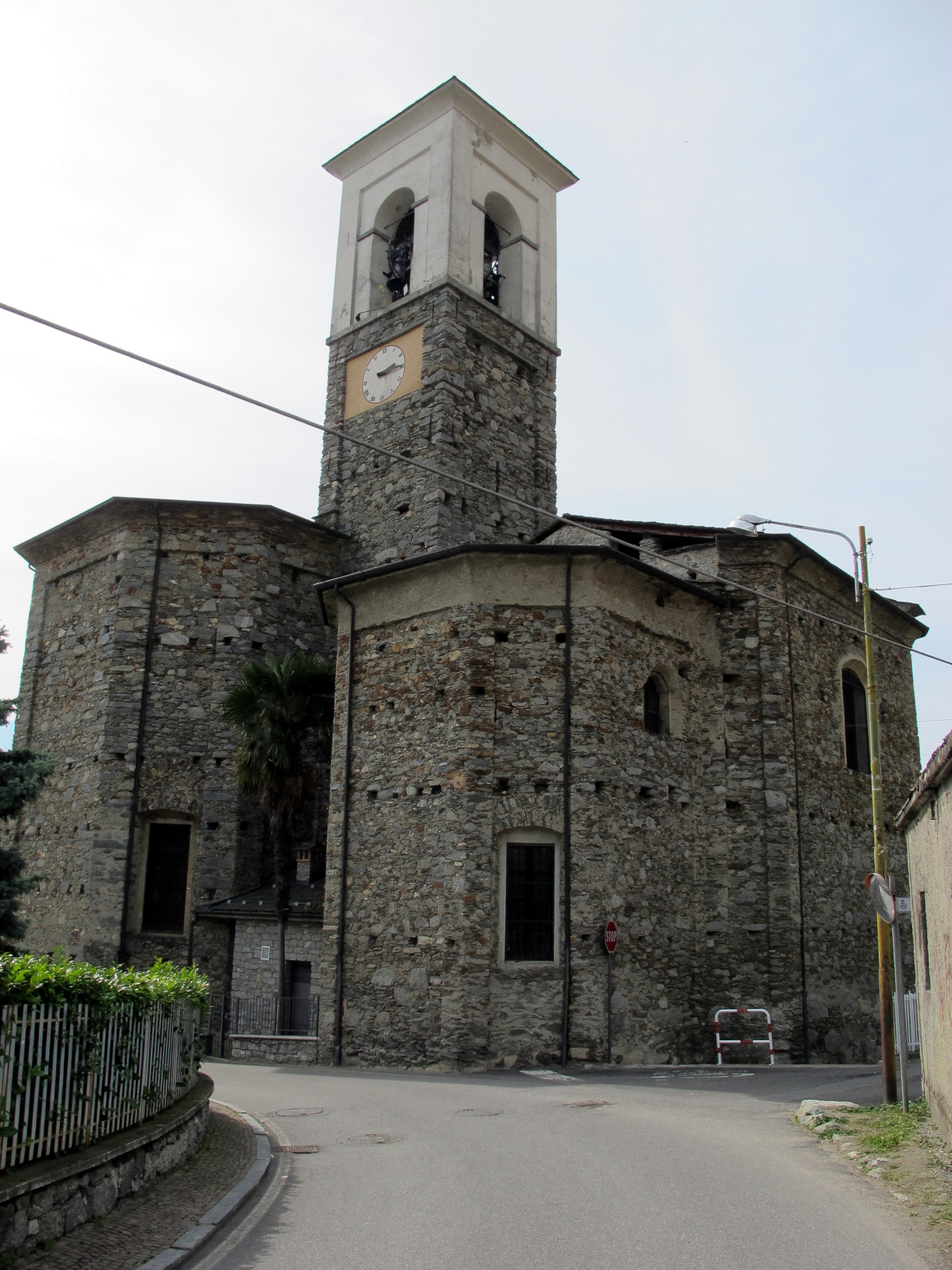
Chiesa Parrocchiale di San Fedele, Kirchturm
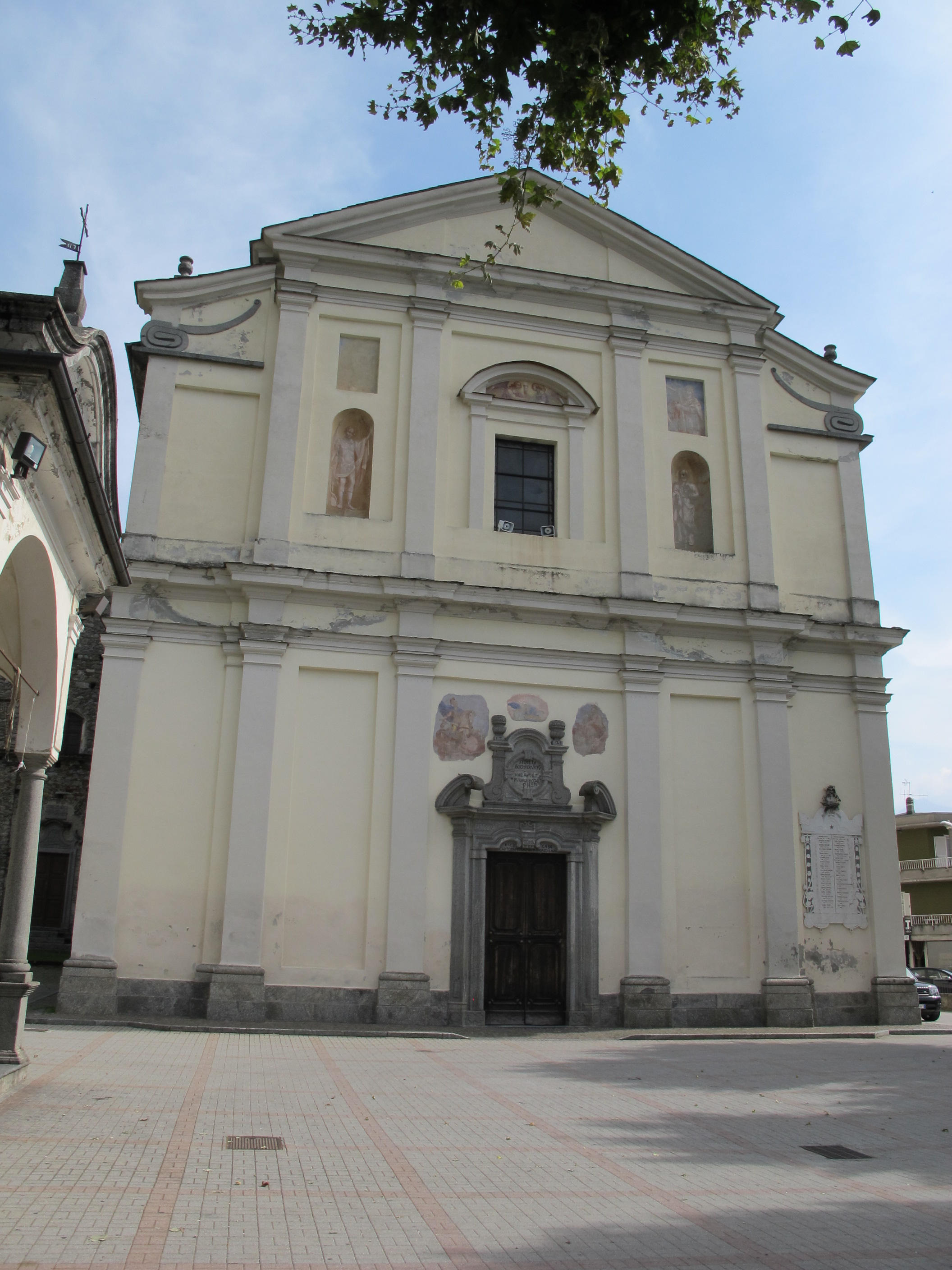
Chiesa Parrocchiale di San Fedele, Front, Langhaus
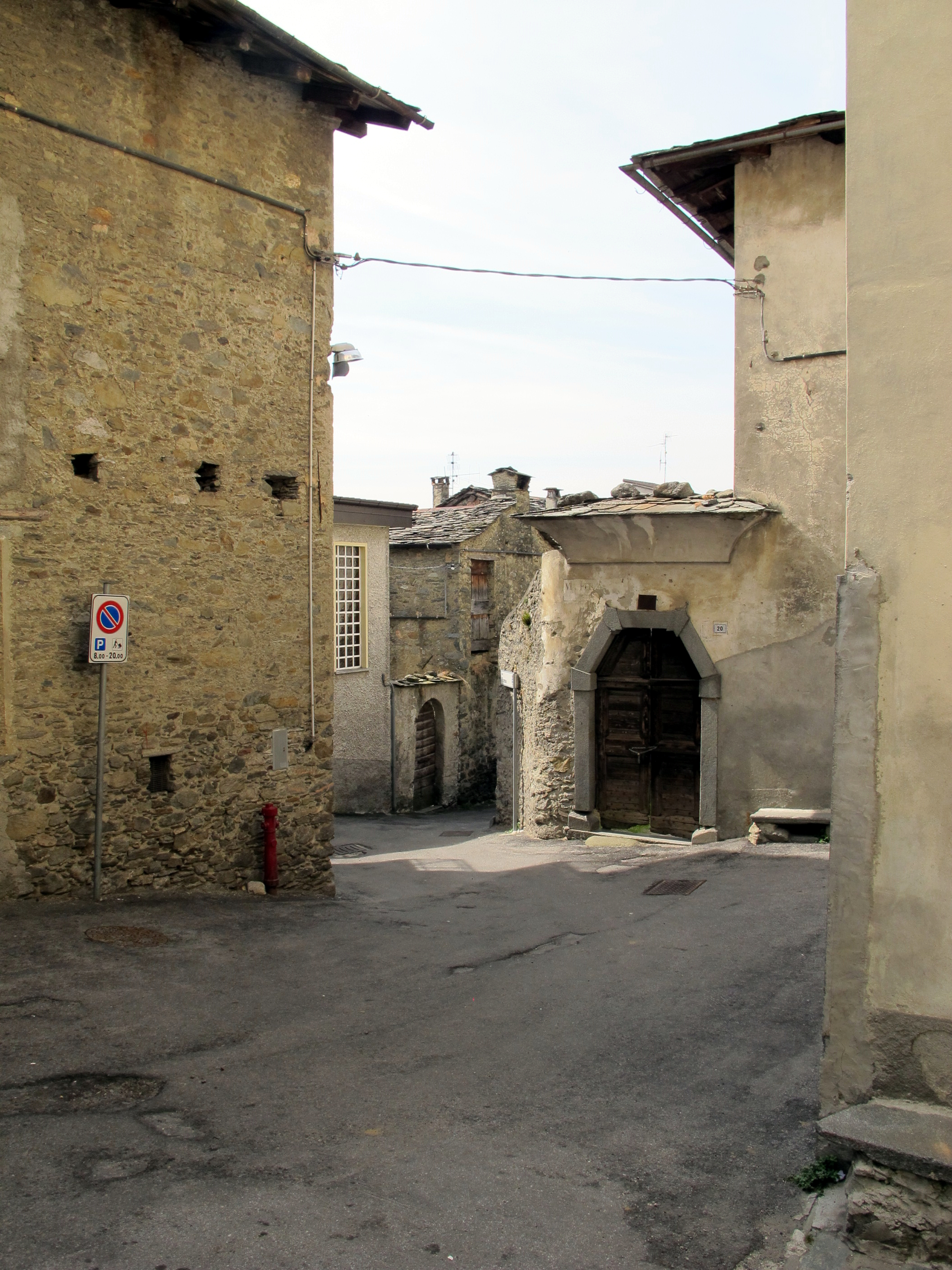
Straße in Mello
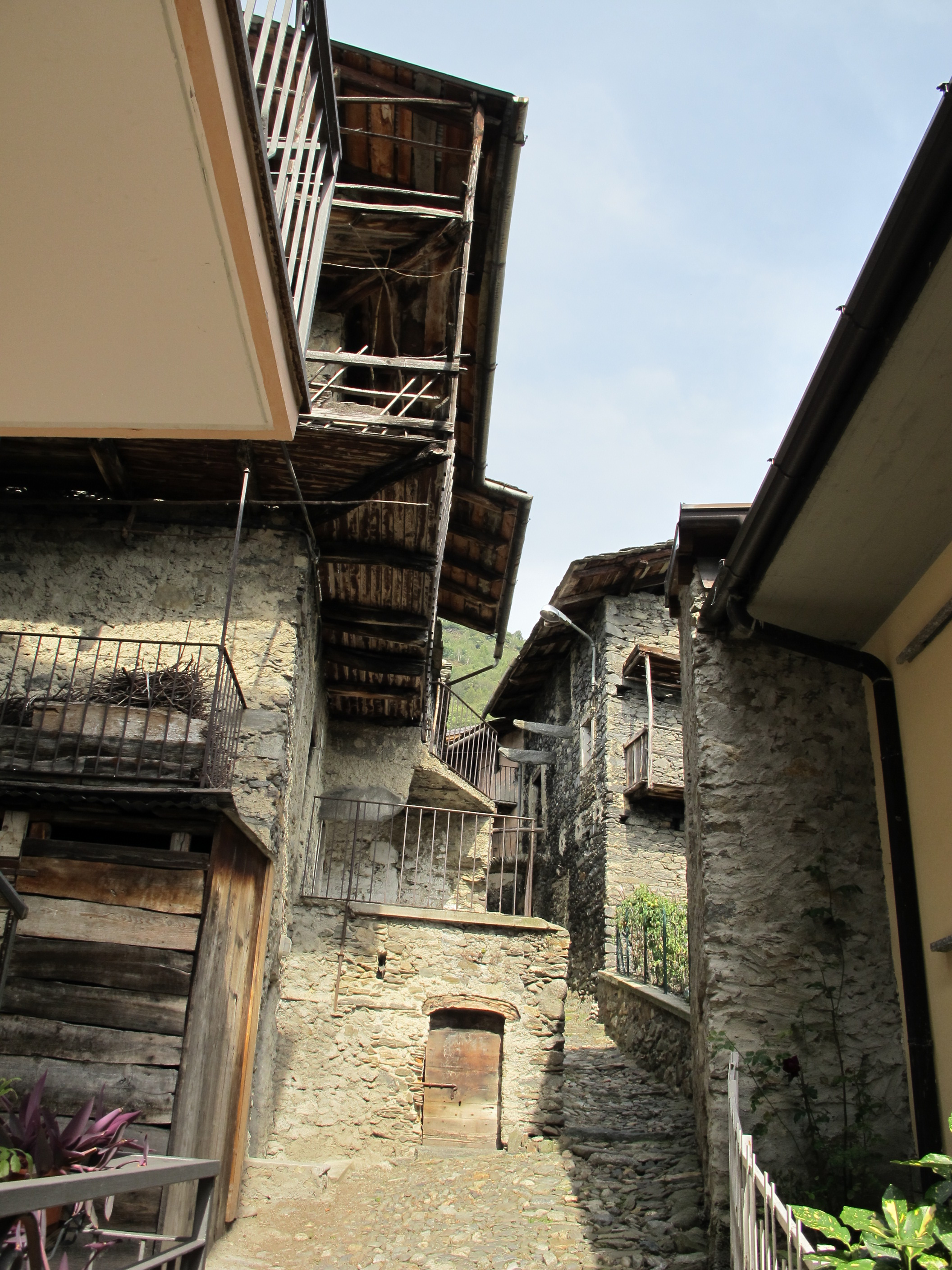
Straße in Mello
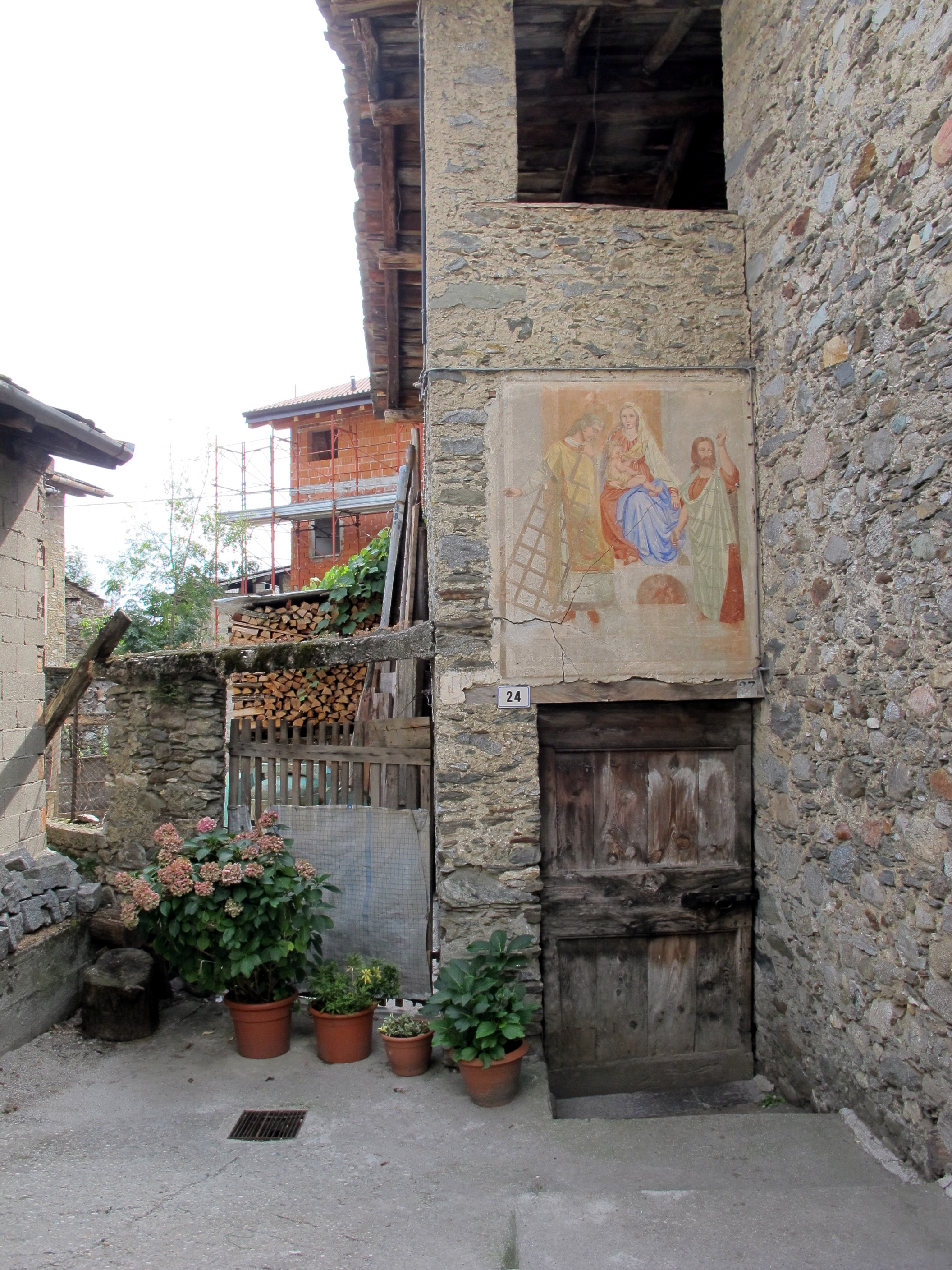
Haus in Mello mit Wandgemälde
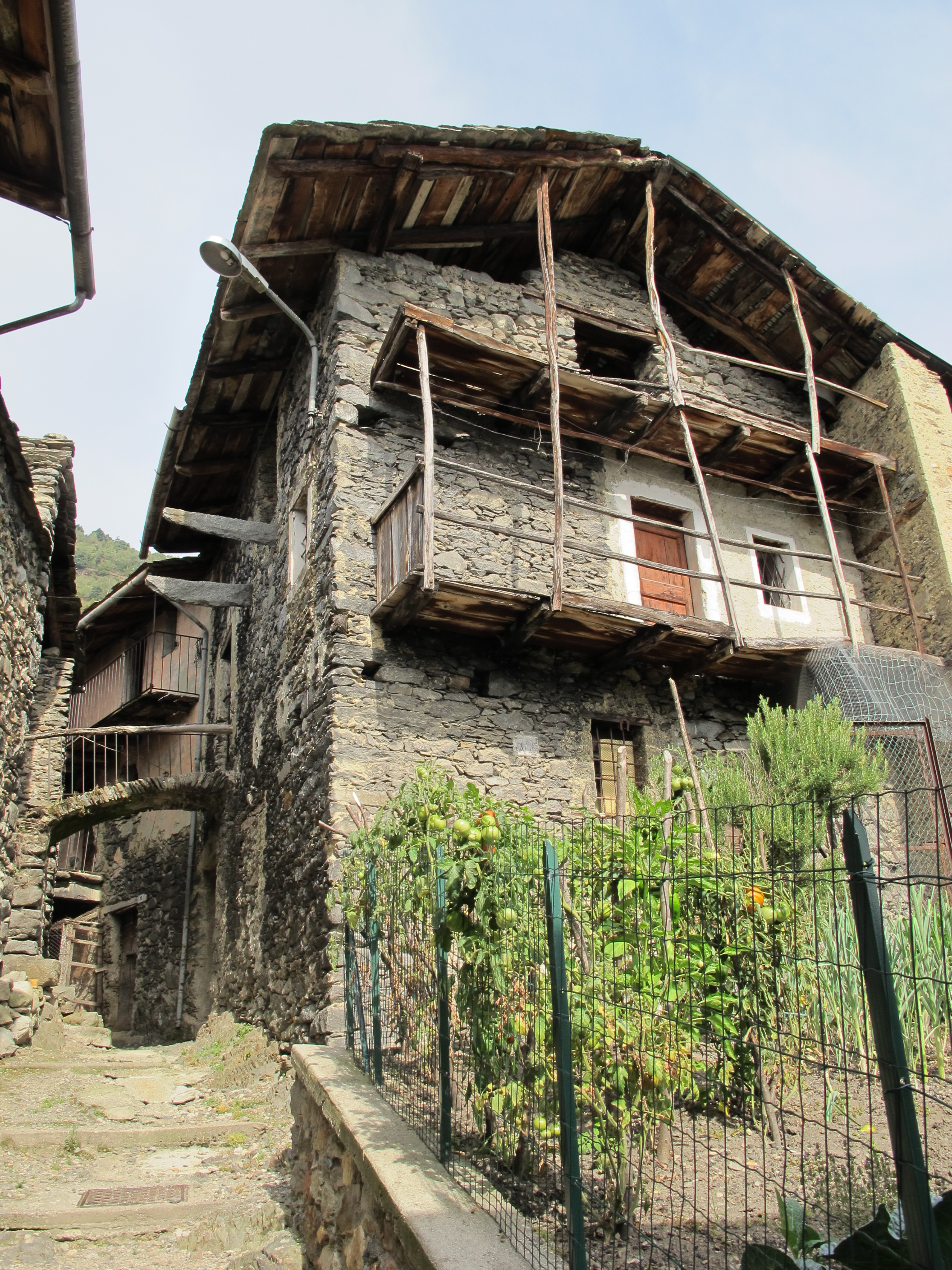
Gebäude in Mello